# Romeinse brug van Córdoba
De Romeinse brug van Córdoba is een brug in het historische centrum van Córdoba in Spanje, oorspronkelijk gebouwd in de 1e eeuw voor Christus over de rivier de Guadalquivir, hoewel hij sindsdien op verschillende tijdstippen is gereconstrueerd. Hij staat plaatselijk ook bekend als de Oude Brug, want de brug was tweeduizend jaar lang, tot de bouw van de San Rafael-brug in het midden van de twintigste eeuw, de enige verbinding van de stad over de rivier.
Het grootste deel van de huidige structuur dateert van de wederopbouw van de Moren in de 8e eeuw.
De brug is onderdeel van het kleine beschermde gebied dat bekend staat als Sotos de la Albolafia. Sinds 1931 is de brug, samen met de Puerta del Puente en de Torre de la Calahorra, uitgeroepen tot Bien de Interés Cultural in de categorie monumenten. Hij maakt ook deel uit van het historische centrum van Cordoba, dat in 1984 tot Unesco werelderfgoed werd verklaard.

## Geschiedenis
De brug werd gebouwd door de Romeinen in de 1e eeuw voor Christus, na de slag bij Munda, misschien ter vervanging van een eerdere houten brug. Na de islamitische wederopbouw in de 8e eeuw na Christus had de brug 16 arcades - één minder dan de 17 oorspronkelijke - en een totale lengte van 247 meter. De breedte is ongeveer 9 meter.
De Via Augusta, die Rome met Gades verbond, liep er hoogstwaarschijnlijk doorheen. Tijdens de vroege Moorse overheersing gaf de door de Omajjaden-dynastie aangewezen gouverneur Al-Samh ibn Malik al-Khawlani opdracht om een brug te bouwen op de ruïnes van wat er nog over was van de oude Romeinse constructie. In de middeleeuwen werden de Torre de la Calahorra en de Puerta del Puente respectievelijk aan de zuid- en noordkant van de brug gebouwd (de laatste is nu een 16e-eeuwse reconstructie). De brug werd gereconstrueerd en uitgebreid tot zijn huidige omvang. De bogen verbeelden de islamitische architectuur die het landschap van de stad domineerde.
Ondanks het feit dat de brug in de volksmond als Romeins is geïdentificeerd, zijn er nauwelijks overblijfselen die het mogelijk maken om hem als zodanig te classificeren. Er kunnen verschillende constructieaspecten worden belicht waaruit blijkt dat in ieder geval sommige delen van de brug niet Romeins zijn. Verschillende bogen zijn bijvoorbeeld van ogivale typologie, een type boog dat weinig wordt gebruikt in de Romeinse architectuur en dat vaker voorkomt in de middeleeuwse architectuur, wat wijst op mogelijk later reconstructiewerk.

### Voetgangersgebied
Op 1 mei 2004 werd de brug autovrij gemaakt na de bouw in 2003 van de Miraflores-brug.

### Restauratie
In 2006 werd alle verkeer op de brug verboden om conserveringswerkzaamheden aan de structuur uit te voeren, evenals interne en externe restauratiewerkzaamheden. De restauratie van de brug had een budget van 13,6 miljoen euro en werd op 1 januari 2008 afgerond. Het werk werd geleid door gemeentearchitect Juan Cuenca Montilla.
De restauratie was controversieel omdat het het uiterlijk van de brug aanzienlijk beïnvloedde, zoals het roze graniet dat voor de bestrating werd gebruikt. Als onderdeel van het werk werden de spreeuwen schoongemaakt, waarbij het oorspronkelijke metselwerk bloot kwam te liggen, werd de bestrating vervangen door gepolijste granieten platen, werden de negentiende-eeuwse straatlantaarns vervangen door bolderlichten en werd de bestaande nis gewijd aan Sint-Acisclus en Sint-Victoria opgeknapt. Bovendien werd het niveau van het noordelijke uiteinde van de brug verhoogd, waardoor deze gelijk kwam te liggen met de Paseo de la Ribera.
De inhuldiging van de gerestaureerde brug vond plaats op 9 januari 2008 en werd bijgewoond door de president van de Junta van Andalusië, Manuel Chaves González, en de burgemeester van Córdoba, Rosa Aguilar.